# Physocephala confusa
Physocephala confusa är en tvåvingeart som beskrevs av Stuke 2006. Physocephala confusa ingår i släktet Physocephala och familjen stekelflugor. Inga underarter finns listade i Catalogue of Life.